# たかねのはな (漫画家)
たかね のはな（10月27日 - ）は、日本の元・漫画家、同人作家。男性。神奈川県川崎市出身。既婚。代表作は『崩壊への輪舞曲（ロンド）』・『りば～す!』。
『コミックアンリアル』（キルタイムコミュニケーション）、『漫画ばんがいち』（コアマガジン）などに作品を発表していた。
好きなものは大根。女装コスプレをしたことがある。

## 作品リスト

### 成人向け
1. 『神に叛きし天使』[5] 2008年2月29日発売[6]、キルタイムコミュニケーション〈アンリアルコミックス〉、ISBN 978-4-86032-538-1
2. 『性援隊』 2008年7月17日発売[7]、エンジェル出版〈エンジェルコミックス〉、ISBN 978-4-87306-298-3
収録作品：「キャラ変え」・「マドンナ抗争」・「マドンナ暴走」・「性援隊」（「性援隊へようこそ!」・「大きな、声で…」・「そのままの君が好き」・「白銀のエンジェル」）
3. 『新米冒険者―堕とされし者たち―』 2009年8月30日発売[8]、キルタイムコミュニケーション〈アンリアルコミックス〉、ISBN 978-4-86032-798-9
4. 『新米社宅妻』 2009年12月16日発売[9]、エンジェル出版〈エンジェルコミックス〉、ISBN 978-4-87306-334-8
5. 『崩壊への輪舞曲（ロンド）』 2011年3月10日発売[10]、キルタイムコミュニケーション〈アンリアルコミックス〉、ISBN 978-4-79920-055-1
6. 『セイ♡ヘキ』 2012年8月10日発売[11]、コアマガジン〈ホットミルクコミックス380〉、ISBN 978-4-86436-368-6
収録作品：「解放された雫」・「解放された雫～after～」・「優等生の性癖」・「優等生の性癖～after～」・「新性活」・「新性活～after～」・「我が家の性教育」・「縱笛二十奏」・「尿ライフ 尿ライク」・「みえるんですっ!?」・「露出調律」・「ベストショット!」・「同窓会」
7. 『りば～す!』 2013年10月10日発売[11]、コアマガジン〈ホットミルクコミックス396〉、ISBN 978-4-86436-550-5

### 一般向け
- 『乾杯戦士アフターV』 2014年12月6日発売、「乾杯戦士アフターⅤ」製作委員会、著：たかねのはな、竹書房〈バンブーコミックス〉、ISBN 978-4-80195-047-4